# ミラクルボディV
ミラクルボディVとは、サンガリアが販売する炭酸飲料である。

## 概要
ガラナエキス、高麗人参エキスをはじめ、タウリン、ナイアシン、リジン、イソロイシン、トレオニン、ビタミンB6などを配合した栄養飲料である。

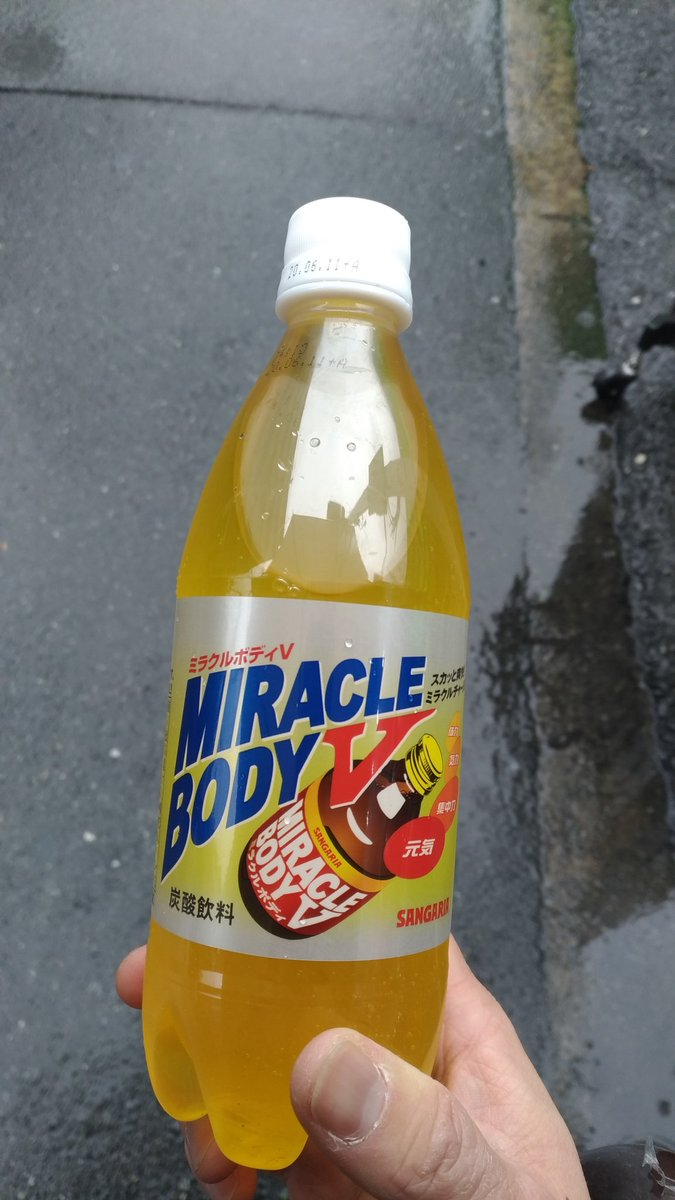
ミラクルボディV 500ml

キャッチフレーズは、「きょうこそは、ミラクル。」

## ラインナップ
- ミラクルボディV　500mlペット（缶のものとは成分が若干異なる）[3][2]
- ミラクルボディV　500gボトル缶
- ミラクルボディV　350g缶
- ミラクルボディV　190g缶